# Шымкентский зоопарк
Шымке́нтский зоопа́рк (каз. Шымкент Хайуанаттар бағы) — государственный зоопарк города Шымкент в Казахстане. Из общей площади зоопарка в 54 гектар, под экспозицией 34 гектара. В зоопарке содержится 43 вида животных, занесенных в Красную Книгу Казахстана. 25% потребностей в кормах для животных зоопарк покрывает за счёт собственной земли.
Видовой состав:
- 1980 г.: видов — 75, количество особей — 350
- 2017 г.: видов — 239, количество особей — 2476
- 2020 г.: видов — 276 [1]